# Гільгерт
Гільгерт (нім. Hilgert) — громада в Німеччині, розташована в землі Рейнланд-Пфальц. Входить до складу району Вестервальд. Складова частина об'єднання громад Гер-Гренцгаузен.
Площа — 4,57 км2. Населення становить 1510 ос. (станом на 31 грудня 2020).

## Галерея

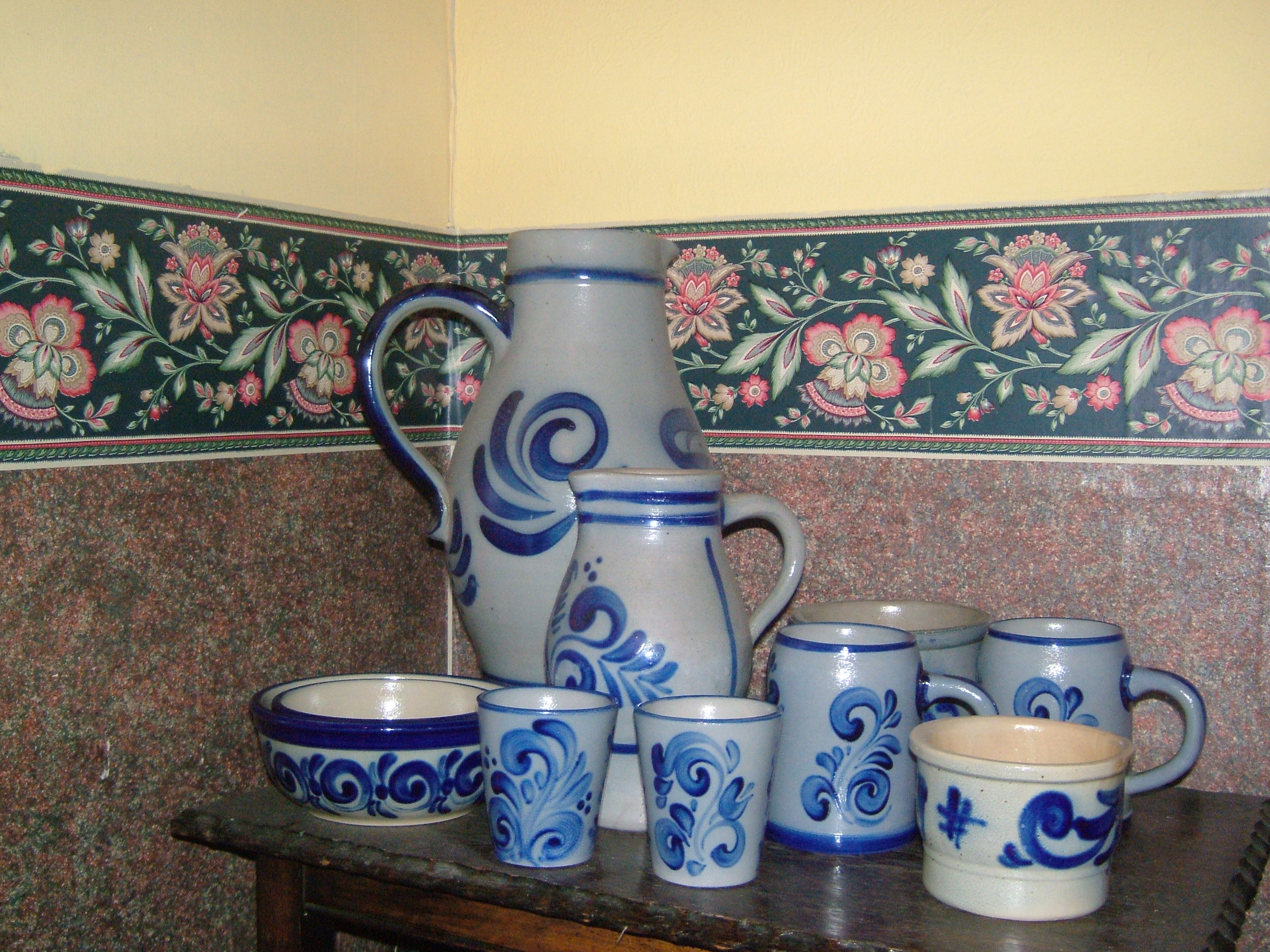